# San Antonio del Junte
San Antonio del Junte ist eine Ortschaft im Departamento Santa Cruz im Tiefland des südamerikanischen Andenstaates Bolivien.

## Lage im Nahraum
San Antonio del Junte liegt in der Provinz Guarayos und ist die viertgrößte Ortschaft im Cantón Ascención de Guarayos im Municipio Ascención de Guarayos. Die Ortschaft liegt auf einer Höhe von 181 m am rechten Ufer des Río San Pablo, dem Mittellauf des 1493 Kilometer langen Río Itonomas, der 600 Kilometer flussabwärts in den Río Iténez mündet. San Antonio del Junte ist Nachbarort der Landstadt Puente San Pablo im benachbarten Departamento Beni und Sitz der Erziehungseinrichtung „Unidad Educativa 17 de Febrero“.

## Geographie
San Antonio del Junte liegt im östlichen Teil des bolivianischen Tieflandes, die Region hat ganzjährig ein tropisch heißes und feuchtes Klima.
Die Jahresdurchschnittstemperatur beträgt 26 °C (siehe Klimadiagramm Trinidad), wobei sich die monatlichen Durchschnittstemperaturen zwischen Juni/Juli mit gut 23 °C und Oktober/Dezember von knapp 28 °C nur wenig unterscheiden. Der Jahresniederschlag beträgt fast 2000 mm und liegt somit mehr als doppelt so hoch wie die Niederschläge in Mitteleuropa. Höchstwerten von etwa 300 mm in den Monaten Dezember bis Februar stehen Niedrigwerte von etwa 50 mm im Juli/August gegenüber.

## Verkehrsnetz
San Antonio del Junte liegt in einer Entfernung von 375 Straßenkilometern nördlich von Santa Cruz, der Hauptstadt des Departamentos.
Von Santa Cruz aus führt die asphaltierte Nationalstraße Ruta 9 zusammen mit der Ruta 4 zuerst in östlicher Richtung über Cotoca nach Puerto Pailas, überquert den Río Grande und trennt sich vierzehn Kilometer später in Pailón. Von hier aus führt die Ruta 9 weiter nach Norden über Ascención de Guarayos, San Pablo, Santa María de Guarayos und Nueva Jerusalén  nach San Antonio del Junte.

## Bevölkerung
Die Einwohnerzahl von San Antonio del Junte ist in dem Jahrzehnt zwischen den beiden letzten Volkszählungen auf mehr als das Doppelte angestiegen:
| Jahr | Einwohner         | Quelle       |
| ---- | ----------------- | ------------ |
| 1992 | keine Detaildaten | Volkszählung |
| 2001 | 200               | Volkszählung |
| 2012 | 481               | Volkszählung |
| 2024 |                   | Volkszählung |